# La noia de l'adéu (pel·lícula de 1977)
La noia de l'adéu (títol original en anglès: The Goodbye Girl) és una pel·lícula estatunidenca dirigida per Herbert Ross, estrenada el 1977. Se'n va fer un remake el 2004 i una versió musical el 1993. Aquesta pel·lícula ha estat doblada al català.

## Argument
Abandonada pel seu amic actor en el moment en què creia marxar cap a Hollywood, una exballarina (Marsha Mason) està obligada a compartir el seu pis amb un altre actor (Richard Dreyfuss) que ve d'enlloc. Obligada a treballar per alimentar la seva filla Lucy (Quinn Cummings), ha de suportar les manies d'aquest nou coarrendatari que s'arruïna la salut i l'esperit en una guillada adaptació d'un gran clàssic de William Shakespeare massacrat per un escenògraf boig (Paul Benedict). Després de l'estrena de l'obra, que és un fracàs total, compartiran la seva angoixa i s'acostaran progressivament fins a enamorar-se.

## Repartiment
- Richard Dreyfuss: Elliot Garfield
- Marsha Mason: Paula McFadden
- Quinn Cummings: Lucy McFadden
- Paul Benedict: Mark
- Barbara Rhoades: Donna Douglas
- Theresa Merritt: Mrs. Crosby
- Michael Shawn: Ronnie Burns
- Patricia Pearcy: Rhonda Fontana
- Paul Willson: Membre del grup d'improvisació

## Premis i nominacions[calcitació]
Premis
- 1978. Oscar al millor actor per Richard Dreyfuss
- 1978. Globus d'Or a la millor pel·lícula musical o còmica
- 1978. Globus d'Or al millor actor musical o còmic per Richard Dreyfuss
- 1978. Globus d'Or a la millor actriu musical o còmica per Marsha Mason
- 1978. Globus d'Or al millor guió per Neil Simon
- 1979. BAFTA al millor actor per Richard Dreyfuss

Nominacions
- 1978. Oscar a la millor pel·lícula
- 1978. Oscar a la millor actriu per Marsha Mason
- 1978. Oscar a la millor actriu secundària per Quinn Cummings
- 1978. Oscar al millor guió original per Neil Simon
- 1978. Globus d'Or a la millor actriu secundària per Quinn Cummings
- 1979. BAFTA a la millor actriu per Marsha Mason
- 1979. BAFTA al millor guió per Neil Simon